# 쉽다
《쉽다 (Easy Love)》 SF9의 타이틀 곡 ‘쉽다 (Easy Love)’는 몰입감을 자아내는 몽환적인 신스 사운드와 일렉트릭 기타 리프가 돋보이는 어반 댄스곡으로, 따라부르기 쉬운 가사와 다이내믹한 후렴구가 인상적이다. 누구나 한 번쯤 느껴보는 이별의 감정과 사랑의 아픔을 직설적이고 솔직한 가사로 풀어냈으며, 이별의 감정과 더불어 아픔 속에서 벗어나려는 의지와 다짐 또한 엿볼 수 있는 곡이다.